# Un garçon
Singles de Lorie
Play
(2008) Dita
(2011)
Un garçon est une chanson de la chanteuse française Lorie extraite de son cinquième album studio, intitulé 2lor en moi ?. Le titre est sorti en tant que troisième et dernier single de l'album le 5 décembre 2008.

## Genèse
Ce titre, sous forme de clin d'œil à la communauté Gay, s'inscrit dans la continuité de l'évolution voulue par Lorie. Ce titre passera inaperçu auprès du grand public, sûrement dû au fait que sa promotion fut inexistante là où Lorie savait créer des visuels forts à chacun de ses précédents singles. De nombreux remixes de cette chanson furent créés mais l'échec du single ne motivera pas Sony à les éditer.

## Clip vidéo
Le clip vidéo a été tourné le 21 septembre en région parisienne. Le clip a un côté plus sombre que les clips habituels de Lorie, on y voit Lorie découvrant que son copain la trompe avec un autre homme.

## Liste des pistes et remixes
- CD single

1. Un garçon (Peer Astrom Radio Edit)
2. Un garçon (Version Instrumentale)
3. Un garçon (Jeremy Hills Mix)
4. Un garçon (Clip vidéo)

Remixes non commercialisés :
- Un garçon (Dexter D Remix)
- Un garçon (Jeremy Hills Club Mix)
- Un garçon (Jeremy Hills Dub Mix)
- Un garçon (Jeremy Hills Remix Radio)
- Un garçon (Peer Astrom Radio Mix)
- Un garçon (PF Pumping Extended)
- Un garçon (PF Pumping Radio Edit)

## Classement hebdomadaire
| Pays                       | Meilleure position |
| -------------------------- | ------------------ |
| France                     | 21                 |
| France (Diffusion du clip) | 23                 |
| Europe                     | 70                 |